# دکلان بروکز
دکلان بروکز (انگلیسی: Declan Brooks؛ زادهٔ ۱۰ ژوئیهٔ ۱۹۹۶) دوچرخه‌سوار است.
وی در مسابقات کشوری و بین‌المللی در مجموع برندهٔ ۱ مدال برنز شده‌است.